# Каванаг (будинок)
Каванаг (будинок) (ісп. Edificio Kavanagh) — відомий хмарочос у Ретіро, Буенос-Айрес,  Спроєктований у 1934 році архітекторами Грегоріо Санчесом, Ернесто Лагосом і Луїсом Марією де ла Торре. Будівлю вважають вершиною модерністської архітектури. На момент відкриття в 1936 році Каванага був найвищою будівлею в Латинській Америці, перевершивши Паласіо Сальво, а також найвищу будівлю у світі із залізобетонною конструкцією.
Це типова будівля Буенос-Айреса.  найулюбленішою будівлею серед porteños. У 1994 році  оголосили будівлю Каванага пам'яткою історії, а в 1999 році – національною історичною пам'яткою країни.

## Місцезнаходження
Будівля Каванага розташована на вулиці Фллорида 1065 у районі Ретіро  Звідси відкривається вигляд на площу Сан-Мартін.

## Історія

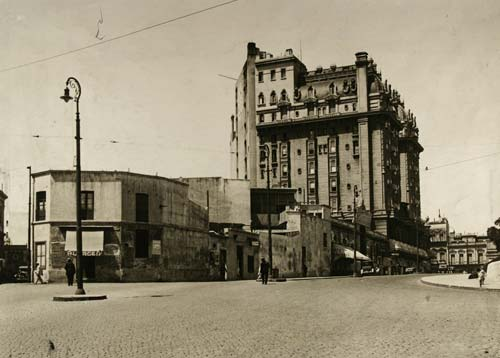
Вигляд на будинки, де пізніше буде побудований Каванаг, 1926 рік.

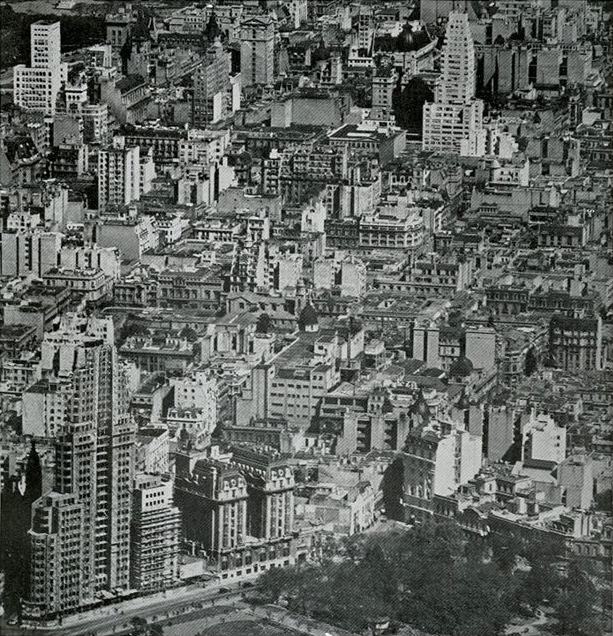
Центр Буенос-Айреса в 1936 році з будівлею Кавана в нижньому лівому куті.

Будинок спроєктований у 1934 році архітекторами Грегоріо Санчесом, Ернесто Лагосом та Луїсом Марією де ла Торре. Побудований конструктором та інженером Родольфо Червіні  у 1936 році. Будівля висотою 120 метрів, характеризується строгістю ліній, відсутністю зовнішнього орнаменту та великими призматичними об’ємами.  У рік завершення будівництва будівля нагороджена премією за колективні будинки та фасади, у 1937 році його фасад отримав  нагороду від Американського інституту архітекторів.
Будівництво тривало14 місяців. Його замовила в 1934 році Коріна Каванаг, мільйонеркаірландського походження, яка продала два ранчо, щоб звести власний хмарочос. Будівля має   симетричні відступи та поступове зменшення  поверхні. Конструкція була ретельно розроблена, щоб бути якомога тонкішою, щоб уникнути непотрібної ваги.  Дизайн поєднує в собі модернізм і ар-деко з раціоналістичним підходом.
Тендер проводився на основі проєкту, який підготував відомий інженер-конструктор Карлос Лаучер. Остаточний проєкт  виконало Технічне бюро вищезгаданої компанії під керівництвом інж. Фернандо Шварц. Цей інженер  провів з відповідальністю розрахунки  найвищого бетонного скелета у світі, продемонструвавши велику здатність, а також технічну сміливість. На той час  для протистояти дії вітру були доступні обмежені інструменти.
Квартири в новому будинку були орієнтовані на вищий середній клас, на його будівництво не шкодували коштів, щоб забезпечити  найвищу якість  105 квартир містили останні технологічні досягнення, включаючи центральне кондиціонування повітря, дванадцять ліфтів, найсучаснішу сантехніку. На верхніх поверхах є вишукані сади-тераси з видом на річку, парки та місто.
Коріна Каванаг багато років жила на 14-му поверсі в найбільшій квартирі, єдиній, яка займає цілий поверх. Коріна  походила з багатої, але не аристократичної сім'ї, закохалася в сина аристократичної сім'ї Анкорена. Анкорени  жили в палаці на іншому боці площі Сан-Мартіна і побудували церкву, яку вони могли бачити зі свого палацу. Вони не схвалювали заручини. У помсту Коріна висунула архітекторам  вимогу: закрити родині Анкорена вигляд на їхню церкву.

## Архітектура
Будівля Каванага є прикладом архітектури міжнародного стилю, течії, відомої як раціоналізм або модерн. Будівлю класифікують як арт-деко через схожість обох стилів. Фабіо Грементьєрі з La Nación назвав  ' майстерним синтезом раціоналізму та ар-деко, оновлення та традицій, Парижа та Нью-Йорка».   Його контраст із будинками в стилі Прекрасної епохи району, популярними серед вищих класів міста, заслужив негативні відгуки про будівлю.  Раціоналістичний стиль набув популярності в 1930-х роках. Його використовували в лікарнях, кінотеатрах і  висотних будинках.: Каванаг (будинок) демонструє  вплив американської архітектури, спричинений політичним протистоянням у Європі та технологічними трансформаціями.